# Daso Coimbra
Daso de Oliveira Coimbra, filho de Christina de Oliveira Coimbra e Felinto da Bastos Coimbra (Rio de Janeiro, 16 de junho de 1926 — Rio de Janeiro, 11 de dezembro de 2007) foi um jornalista, professor, médico e político brasileiro. Coimbra exerceu o mandato de deputado federal constituinte em 1988.
Daso Coimbra se formou em Geografia Superior da América Latina, em 1945, no Instituto Rio Branco, no Rio de Janeiro; em 1946, se graduou em História e Geografia na URJ; e por fim, em 1953, obteve seu diploma de Medicina, na Faculdade Fluminense de Medicina, localizada em Niterói. Em 1954 ocupou o cargo de Diretor do Colégio Estadual de Niterói. O político também foi professor e jornalista.
Em 1954, obteve um cargo de suplente na Assembleia Legislativa Fluminense ao se candidatar para o cargo filiado ao PTB (Partido Trabalhista Brasileiro). Começou, em 1955, um programa de rádio, na Rádio Fluminense, no qual divulgava suas atividades como político parlamentar.
Em 1959, após sua reeleição no ano anterior, ele se ocupou das atividades realizadas pelo secretário de mesa da Assembleia Legislativa Fluminense.
Já em 1962, foi, pelo Estado do Rio de Janeiro, deputado federal filiado ao PSD (Partido Social Democrático). Após a instauração da Ditadura Militar no Brasil, em 1964, e o fim dos partidos políticas, Daso Coimbra se tornou integrante da Arena (Aliança Renovadora Nacional).  Em 1965, foi vice-presidente da Comissão de Educação e Cultura.
Quando foi reeleito em 1966, ainda filiado à Arena, de 1968 a 1969, ocupou o cargo de suplente da mesa da Câmara, assim como em 1966. Já entre 1969 e 1970, ocupou o cargo de vice-presidente do conselho administrativo fluminense da Arena, no Rio de Janeiro. Após sua reeleição em 1970, de 1971 a 1972, foi o presidente do diretório mencionado anteriormente, além de fazer parte, novamente, da Comissão de Educação e Cultura. Ocupou o o cargo se suplente em muitas outras comissões neste período.
Daso Coimbra foi reeleito, ainda como filiado ao Partido da Arena, em 1974 e 1978. Participou da fundação do Grupo Parlamentar Cristão, e com o fim do bipartidarismo em Novembro 1979, se integrou ao Partido Popular (PP). Em 1982, Coimbra começou a fazer parte do Partido do Movimento Democrático Brasileiro (PMDB), já que este último incorporou o Partido Popular (PP), e foi eleito deputado federal.
Em 1984, votou a favor das eleições diretas para Presidente da República, emenda proposta por Dante de Oliveira, no entanto essa proposta não conseguiu votos suficientes, logo, não foi colocada em prática.
Em 1986 fez uma viagem Oficial para o Chile, onde teve uma audiência especial com o general e ditador, Augusto Pinochet. Neste mesmo ano foi eleito deputado federal, filiado ao PMDB (Partido do Movimento Democrático Brasileiro).
Durante as atividades da Assembleia Nacional Constituinte, Daso Coimbra votou favoravelmente ao presidencialismo ao tempo de 5 anos para o mandato de José Sarney. Em 1989, se filiou ao Partido da Reconstrução Nacional (PRN). Em 1991 deixou a Câmara, após sua falha tentativa de se reeleger em 1990.
Em 1997, Daso Coimbra foi declarado culpado por estelionato e formação de quadrilha em um escândalo que envolvia o Instituto de Pesquisa, Estudos e Assessoria do Congresso (IPEAC) e outros parlamentares. Estes últimos que pagavam ao IPEAC para escrever projetos e discursos.
Ocupou o cargo de presidente da Mocidade Cristã Congregacional do Brasil e apresentou programas batistas em emissoras de rádio no Rio de Janeiro.
Daso Coimbra teve um livro publicado pela Companhia Ed. Nacional do Rio de Janeiro em 1951, cujo título era "Geografia Geral para o Curso Ginasial". Casado com Nina Rosa Maranhão Coimbra, Coimbra veio a óbito em 11 de Dezembro de 2007, no Rio de Janeiro.